# حسن بك تركمان
حسن بك تركمان العظمة (1040هـ\1630م). قدم من قونية (في تركيا) إلى دمشق. وكان زعيماً للقوات اليرلية، في الجيش العثماني. وبنى داراً عظيمة في أول حي الميدان. وتنتسب إليه عائلة العظمة الدمشقية العريقة.
أشهر أولاده محمد بن حسن العظمة